# العلاقات الأوزبكستانية الكندية
العلاقات الأوزبكستانية الكندية هي العلاقات الثنائية التي تجمع بين أوزبكستان وكندا.

## مقارنة بين البلدين
هذه مقارنة عامة ومرجعية للدولتين:
| وجه المقارنة                                              | أوزبكستان       | كندا                     |
| --------------------------------------------------------- | --------------- | ------------------------ |
| المساحة (كم2)                                             | 448.98 ألف      | 9.98 مليون               |
| عدد السكان (نسمة)                                         | 32.39 مليون     | 35.70 مليون              |
| الكثافة السكانية (ن./كم²)                                 | 72.14           | 3.58                     |
| العاصمة                                                   | طشقند           | أوتاوا                   |
| اللغة الرسمية                                             | اللغة الأوزبكية | لغة إنجليزية، لغة فرنسية |
| العملة                                                    | سوم أوزبكستاني  | دولار كندي               |
| الناتج المحلي الإجمالي (بليون دولار)                      | 48.72 مليار     | 1.65 تريليون             |
| الناتج المحلي الإجمالي (تعادل القوة الشرائية) بليون دولار | 190.50 مليار    | 1.59 تريليون             |
| الناتج المحلي الإجمالي الاسمي للفرد دولار أمريكي          | 2.13 ألف        | 43.25 ألف                |
| الناتج المحلي الإجمالي للفرد دولار أمريكي                 | 5.57 ألف        | 45.07 ألف                |
| مؤشر التنمية البشرية                                      | 0.675           | 0.913                    |
| رمز المكالمات الدولي                                      | +998            | +1                       |
| رمز الإنترنت                                              | .uz             | .ca                      |
| المنطقة الزمنية                                           | ت ع م+05:00     |                          |

## منظمات دولية مشتركة
يشترك البلدان في عضوية مجموعة من المنظمات الدولية، منها:
| علم المنظمة | اسم المنظمة                               | تاريخ انضمام أوزبكستان | تاريخ انضمام كندا |
| ----------- | ----------------------------------------- | ---------------------- | ----------------- |
|             | مؤسسة التنمية الدولية                     | 24 سبتمبر 1992         | 24 سبتمبر 1960    |
|             | منظمة الأمن والتعاون في أوروبا            | 30 يناير 1992          | 25 يونيو 1973     |
|             | مؤسسة التمويل الدولية                     | 30 سبتمبر 1993         | 20 يوليو 1956     |
|             | منظمة حظر الأسلحة الكيميائية              | ?                      | ?                 |
|             | الأمم المتحدة                             | 2 مارس 1992            | 9 نوفمبر 1945     |
|             | الاتحاد الدولي للاتصالات                  | 10 يوليو 1992          | 1 يوليو 1908      |
|             | منظمة الشرطة الجنائية الدولية             | ?                      | ?                 |
|             | البنك الدولي للإنشاء والتعمير             | 21 سبتمبر 1992         | 27 ديسمبر 1945    |
|             | الاتحاد البريدي العالمي                   | ?                      | ?                 |
|             | المركز الدولي لتسوية المنازعات الاستشارية | 25 أغسطس 1995          | 1 ديسمبر 2013     |
|             | وكالة ضمان الاستثمار متعدد الأطراف        | 4 نوفمبر 1993          | 12 أبريل 1988     |
|             | بنك التنمية الآسيوي                       | 1995                   | 1966              |
|             | يونسكو                                    | 26 أكتوبر 1993         | 4 نوفمبر 1946     |
|             | الفريق المعني برصد الأرض                  | ?                      | ?                 |

## وصلات خارجية
- موقع وزارة الخارجية الأوزبكستانية
- موقع وزارة الخارجية الكندية